# Bảo tàng Khởi nghĩa Warszawa

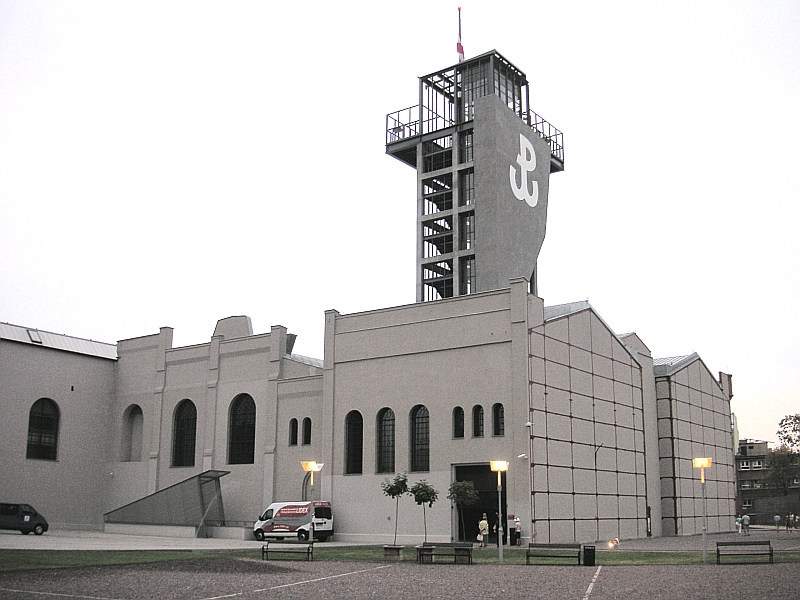
Một trong những tòa nhà bảo tàng

Bảo tàng khởi nghĩa Warsaw (được đặt tên là Bảo tàng cuộc nổi dậy Warsaw, tiếng Ba Lan: Muzeum Powstania Warszawskiego), tại quận Wola của Warsaw, Ba Lan, dành riêng cho cuộc nổi dậy Warsaw năm 1944. Cơ sở của bảo tàng được thành lập vào năm 1983, nhưng không có công trình xây dựng nào diễn ra trong nhiều năm. Nó được khai trương vào ngày 31 tháng 7 năm 2004, đánh dấu kỷ niệm 60 năm của cuộc nổi dậy.
Bảo tàng tài trợ nghiên cứu về lịch sử của cuộc nổi dậy, và lịch sử và tài sản của Nhà nước ngầm Ba Lan. Nó thu thập và duy trì hàng trăm cổ vật - từ vũ khí được quân nổi dậy sử dụng đến thư tình - để trình bày một bức tranh đầy đủ về những người liên quan. Các mục tiêu đã nêu của bảo tàng bao gồm việc tạo ra một kho lưu trữ thông tin lịch sử về cuộc nổi dậy và ghi lại những câu chuyện và ký ức của những người tham gia sống. Giám đốc của nó là Jan Ołdakowski, với nhà sử học Dariusz Gawin từ Viện hàn lâm Khoa học Ba Lan làm phó.
Bảo tàng là một tổ chức thành viên của Nền tảng của trí nhớ và lương tâm châu Âu.

## Triển lãm
Bảo tàng bao gồm tất cả các khía cạnh của cuộc nổi dậy Warsaw.
Có nhiều triển lãm trên nhiều tầng, bao gồm hình ảnh, âm thanh và video, trưng bày tương tác, đồ tạo tác, tài khoản bằng văn bản và các bằng chứng khác về cuộc sống trong thời kỳ chiếm đóng Warsaw của Đức, cuộc nổi dậy và kết quả của nó. Có màn phòng trưng bày riêng cho từng quận của Warsaw. Có rất nhiều tờ rơi và tờ rơi thông tin miễn phí (bằng tiếng Ba Lan và tiếng Anh), bao gồm 63 trang lịch bao gồm các ngày từ ngày 1 tháng 8 năm 1944 đến ngày 2 tháng 10 năm 1944..
Một số trong nhiều phần và triển lãm bao gồm:
- Phòng "nổi dậy nhỏ": dành riêng cho những người nổi dậy trẻ nhất và kinh nghiệm của trẻ em về cuộc nổi dậy. Căn phòng bao gồm một bản sao của tượng đài "nhỏ nổi dậy" và một bức ảnh được tô màu của Róża Maria Goździewska, một cô gái được gọi là "y tá nhỏ".
- Kino palladi: một rạp chiếu phim nhỏ chiếu một đoạn phim gốc liên tục được thực hiện bởi các nhà làm phim nổi dậy vào năm 1944, được sử dụng để sản xuất các bản tin được chiếu trong rạp chiếu phim Palladi của Warsaw trong cuộc nổi dậy.
- Bản sao cống: một trên tầng lửng và một cái khác ở tầng hầm - một cơ hội để trải nghiệm thực hành sử dụng cống để di chuyển qua lãnh thổ do Đức nắm giữ (không có bụi bẩn).
- Bệnh viện nổi dậy: giúp đỡ những người bị thương trong cuộc nổi dậy.
- Nhà để máy bay: một hội trường chứa B-24 Liberator kích thước đầy đủ.
- Rạp chiếu phim lớn: ở tầng trệt, nó giới thiệu một bộ phim được dựng lại từ các bản tin. Nó kết thúc với khúc dạo đầu của Chopin trong D Minor, Op. 28 không 24.
- Tháp quan sát: nhìn toàn cảnh Warsaw từ đỉnh tòa nhà.
- Cửa hàng in: một căn phòng chứa máy đánh chữ gốc và thiết bị in được sử dụng để sản xuất báo ngầm trong thời kỳ chiếm đóng của Đức.
- City of Ruins: một bộ phim 3D ngắn về tàn tích của Warsaw được chụp từ trên không vào năm 1945.
- Phần của Đức Quốc xã: sự khủng khiếp của sự chiếm đóng của Đức và sự tàn bạo của người Đức và các cộng tác viên của họ trong cuộc nổi dậy.
- Bộ phận cộng sản: Liên Xô tiếp quản Ba Lan, chính phủ bù nhìn của Stalin, thiếu sự giúp đỡ cho cuộc nổi dậy và số phận của cuộc kháng chiến Ba Lan trong thời kỳ cộng sản Ba Lan sau chiến tranh.

## Những điểm nổi bật khác
- Một quán cà phê theo phong cách thập niên 1940
- Công viên tự do: hơn 30 áp phích có hình ảnh màu được chụp trong cuộc nổi dậy
- Công viên tự do: một bản sao của chiếc xe bọc thép Kubuś, được sản xuất bởi quân nổi dậy ở quận Powiśle của Warsaw trong cuộc nổi dậy
- Công viên tự do: tàn dư của một bức tượng của Józef Poniatowski đã bị người Đức thổi bay sau cuộc nổi dậy
- Công viên tự do: nghệ thuật đường phố lấy cảm hứng từ cuộc nổi dậy Warsaw
- Một bức tường tưởng niệm với hàng ngàn tên của những người đã ngã xuống và "tiếng chuông Monter"
- Một bức tường, được gọi là trái tim của bảo tàng, với âm thanh của trận chiến và nhịp tim phát ra từ nó
- Cửa hàng lưu niệm (một bên trong bảo tàng và một trong phòng vé).
- Warsaw Fotoplastikon, một nhà hát lập thể năm 1905 được sử dụng dưới lòng đất Ba Lan, hiện được Bảo tàng Khởi nghĩa Warsaw gìn giữ và vận hành như một chi nhánh ngoài địa điểm tại 51 Đại lộ Jerusalem.

## Thư viện ảnh

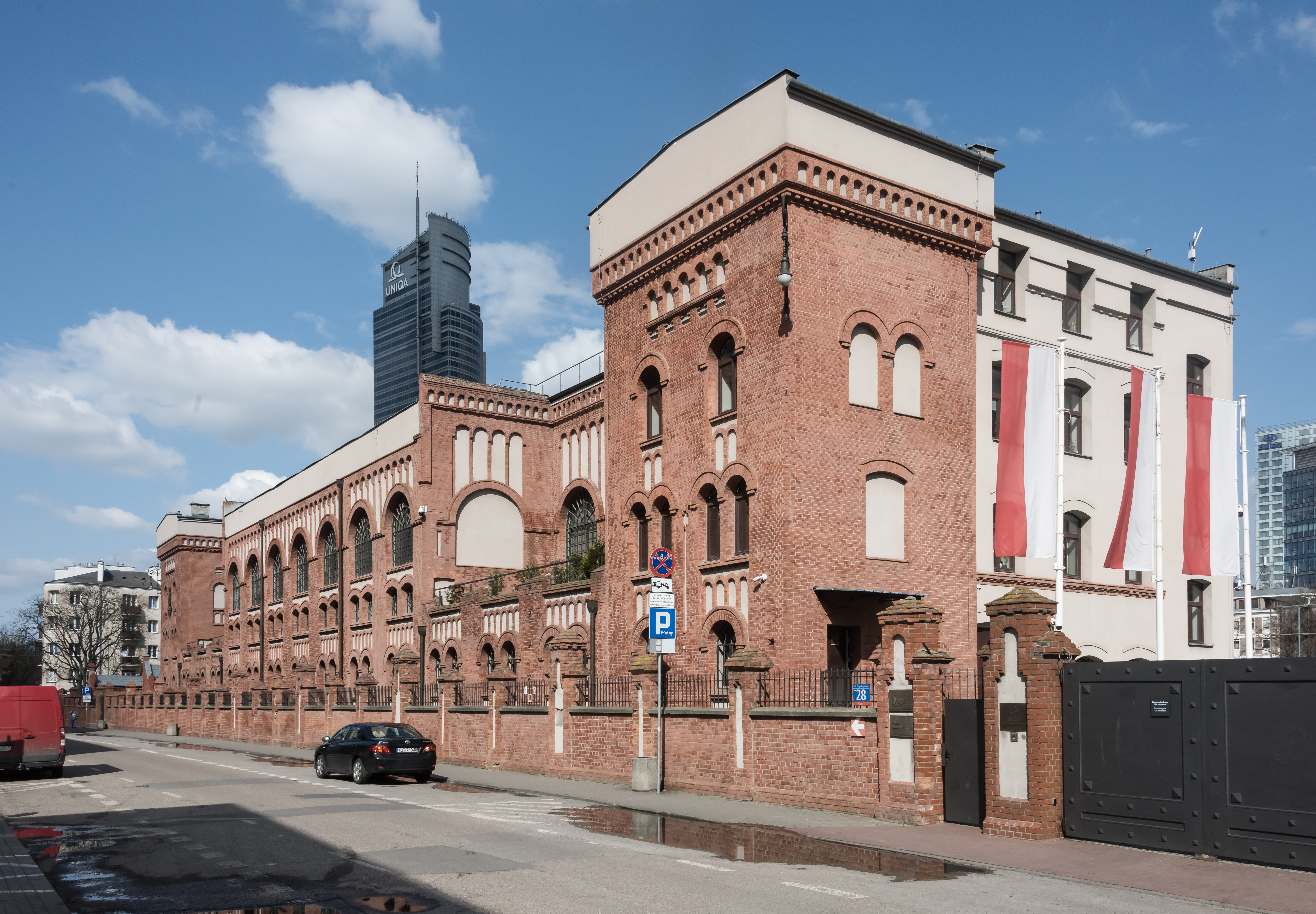
Bảo tàng khởi nghĩa Warsaw
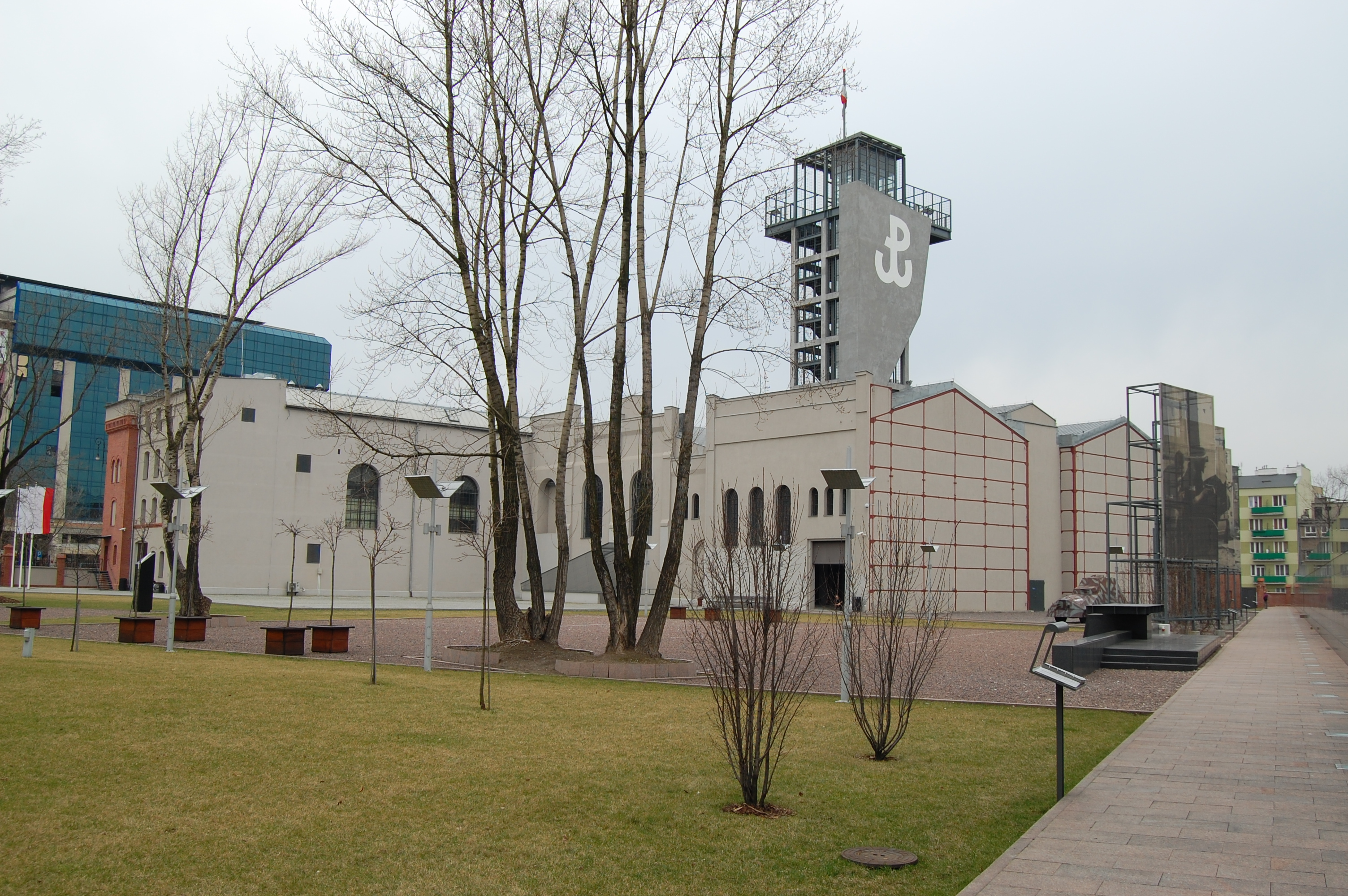
Bảo tàng khởi nghĩa Warsaw
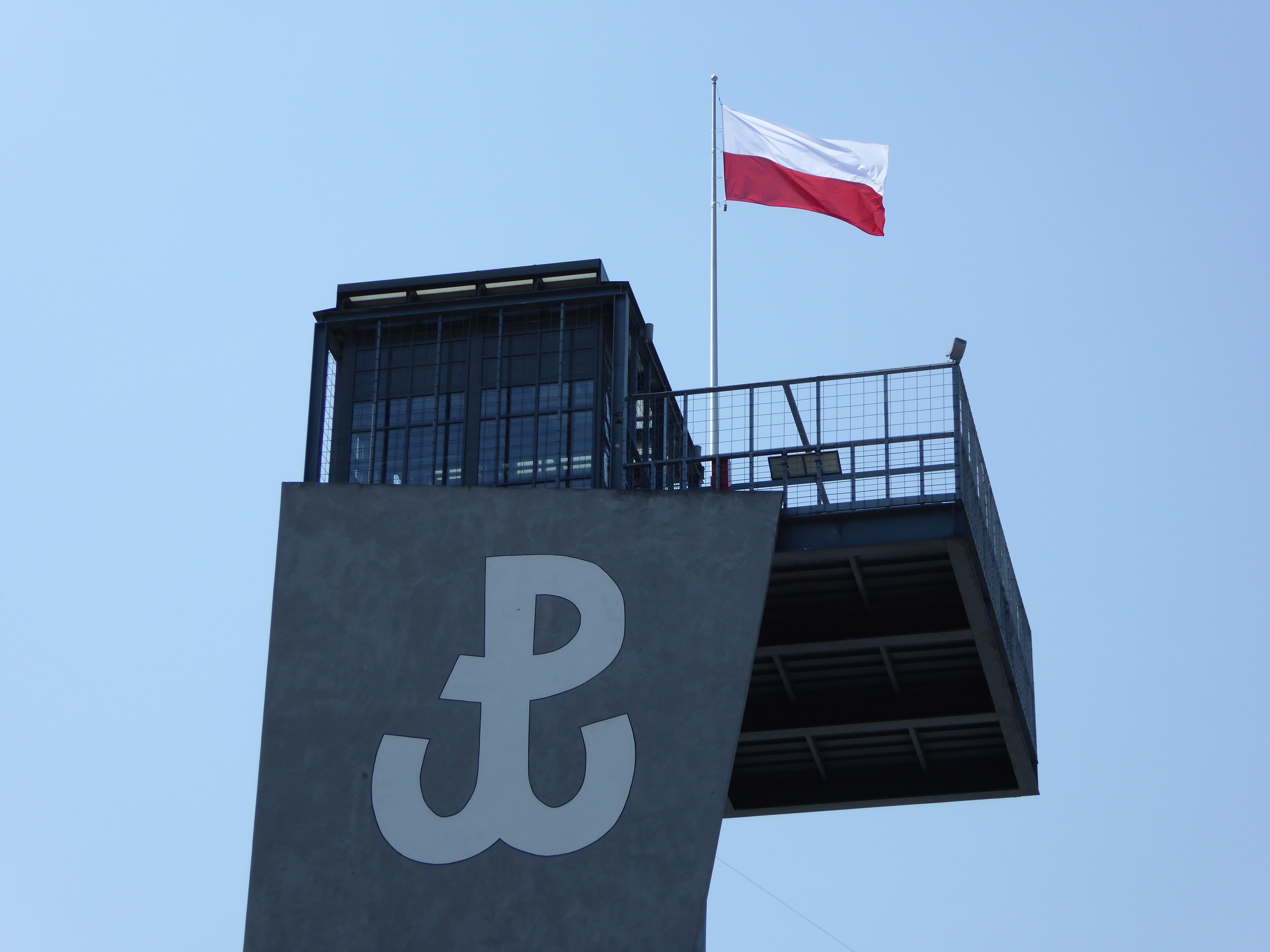
Tháp quan sát
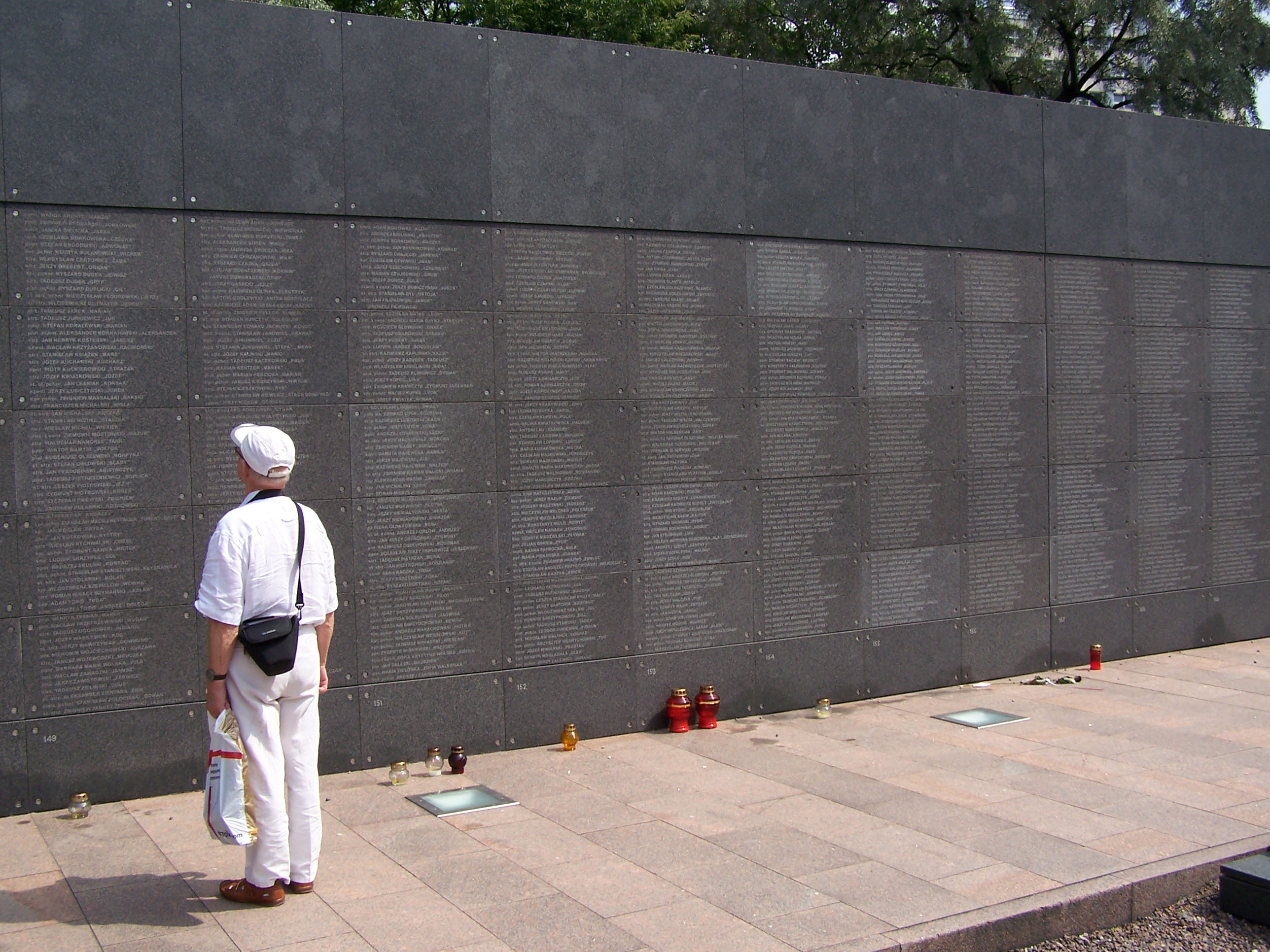
Đài tưởng niệm
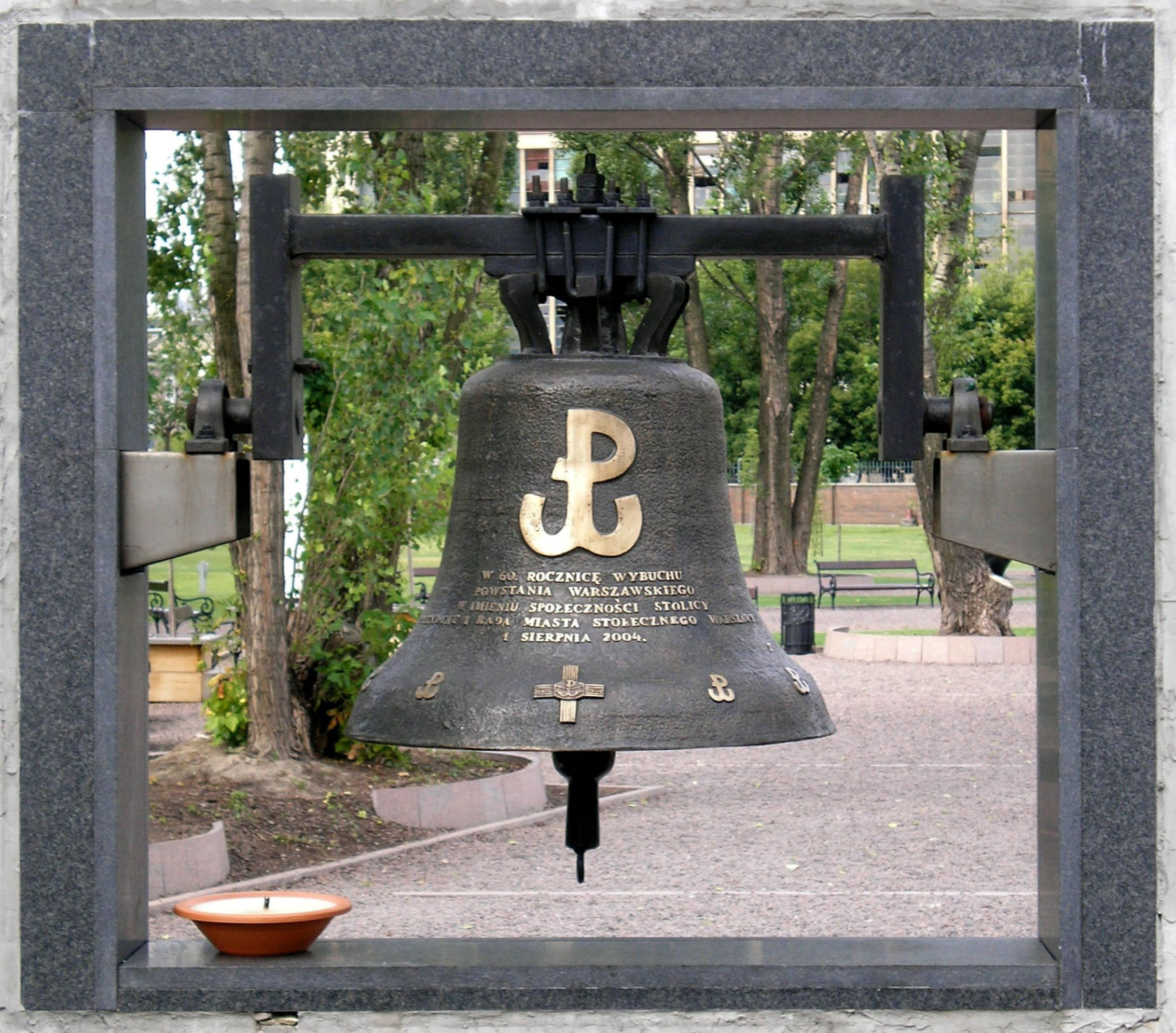
Chuông chuông
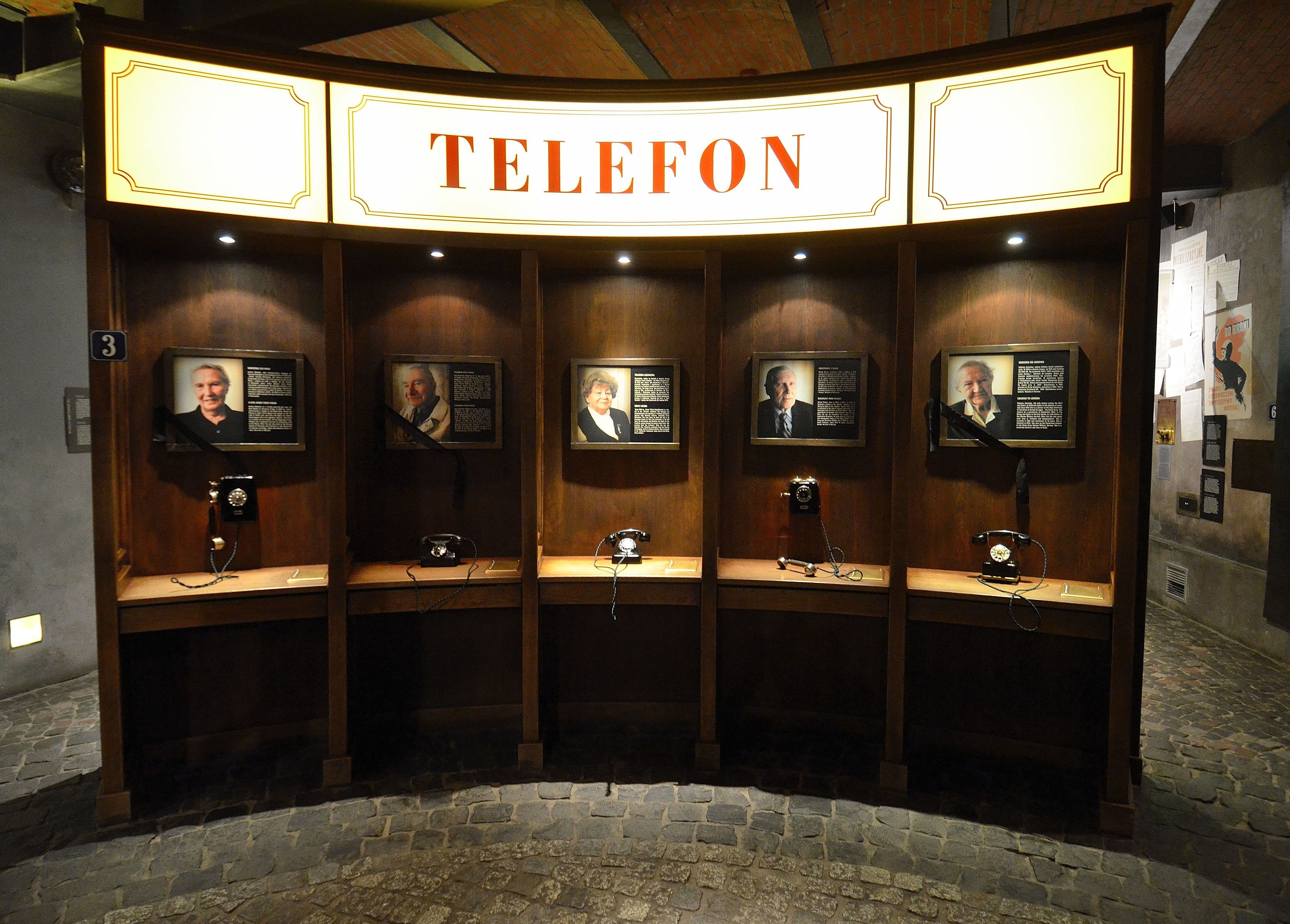
Nghe "cuộc gọi điện thoại" từ quân nổi dậy
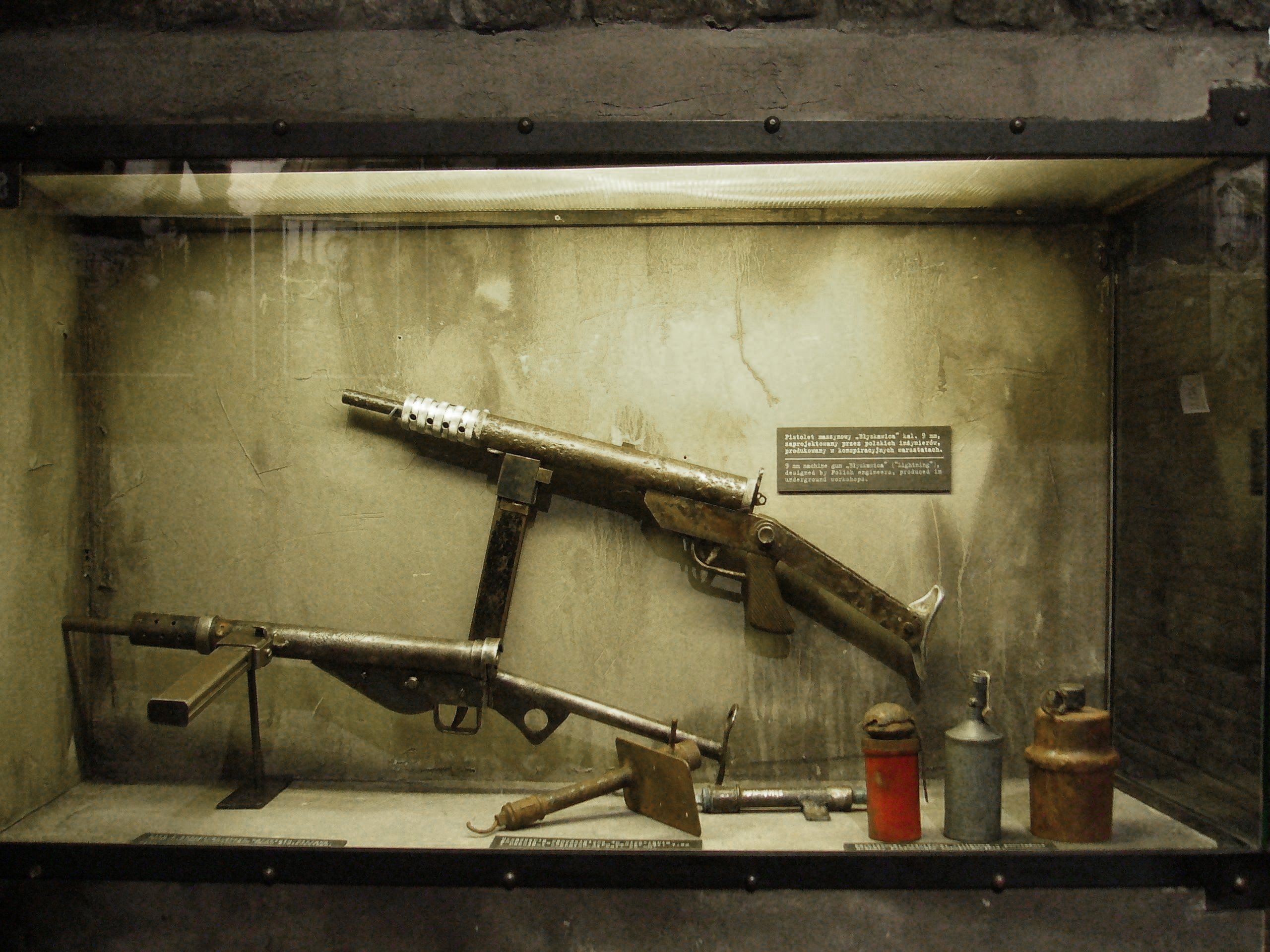
Súng tiểu liên Sten và Błyskawica
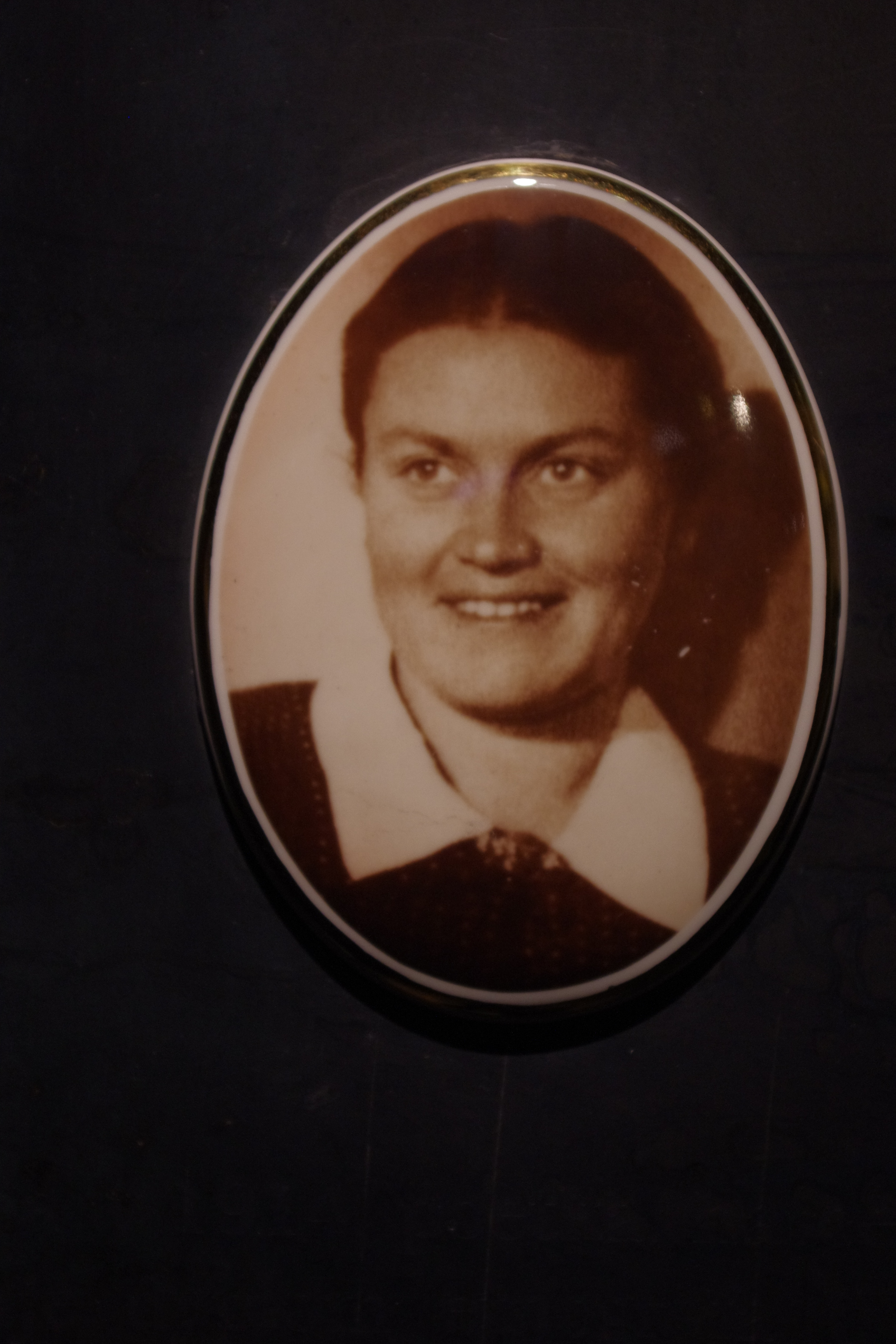
Triển lãm Kirtyna Krahelska
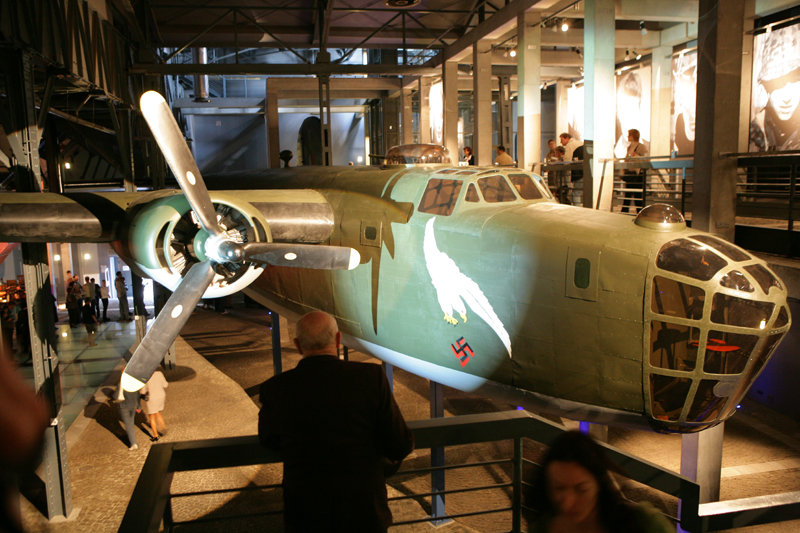
Bản sao của B-24 Liberator
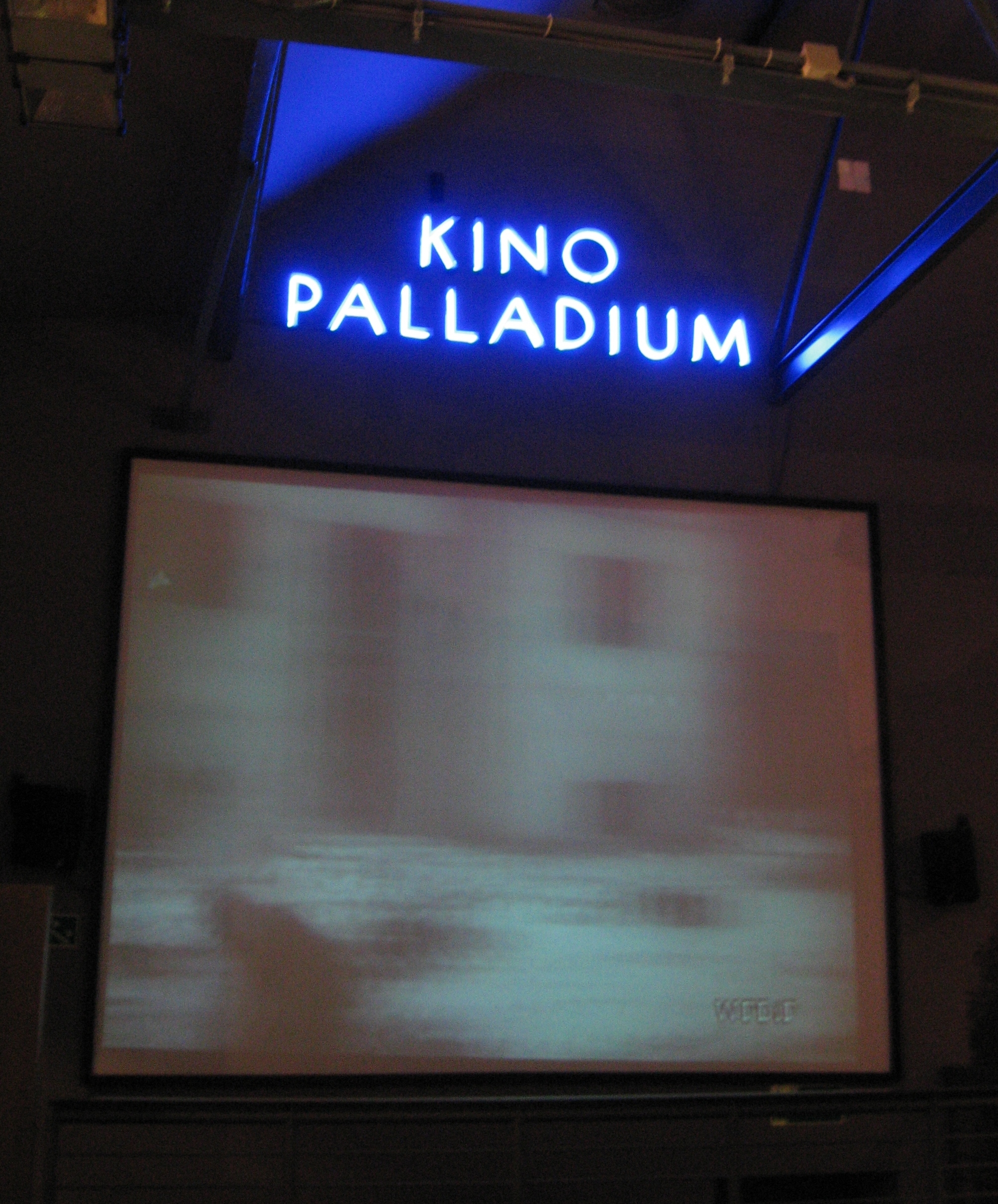
Rạp chiếu phim Palladi
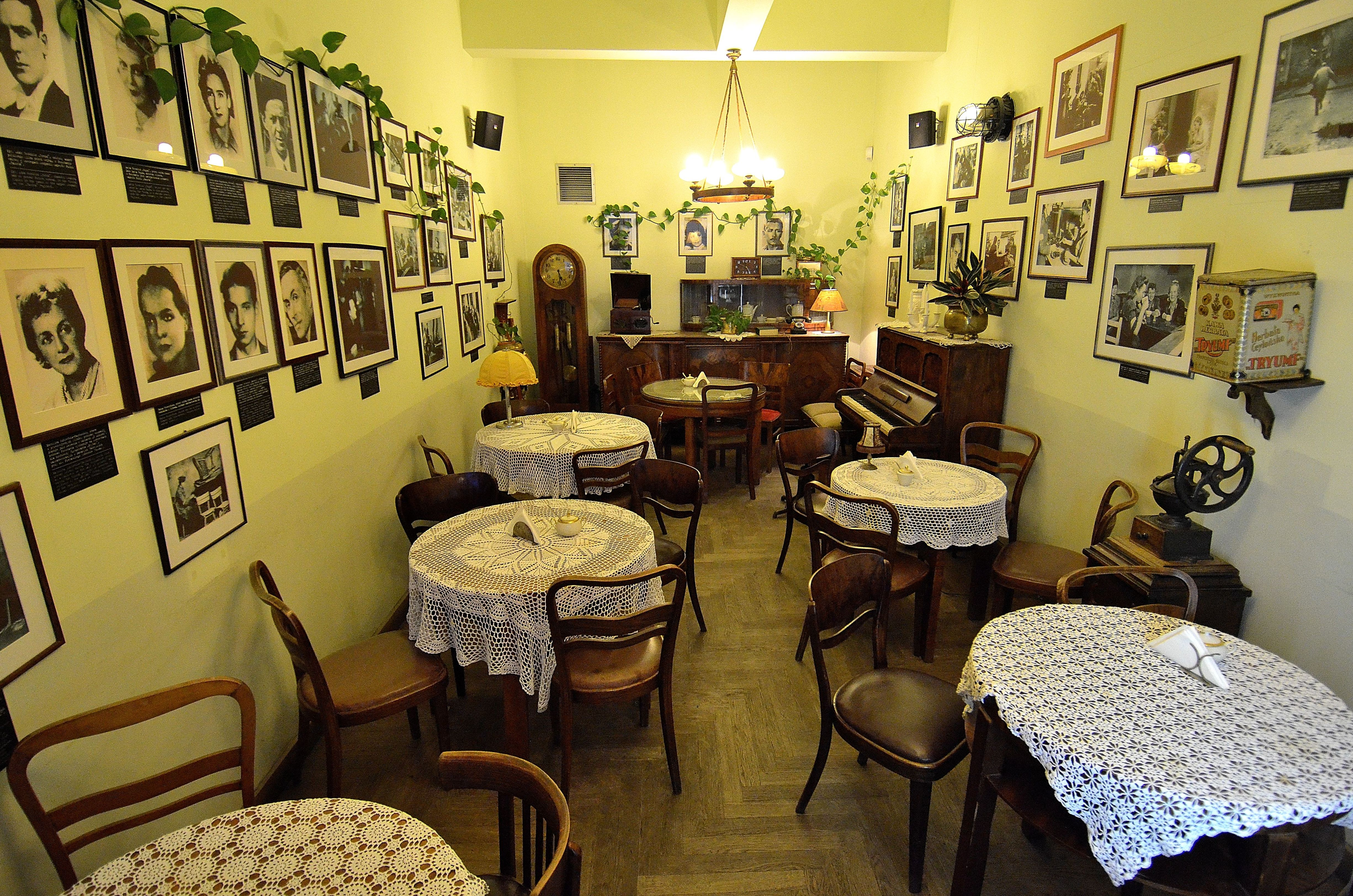
Quán cà phê theo phong cách thập niên 1940
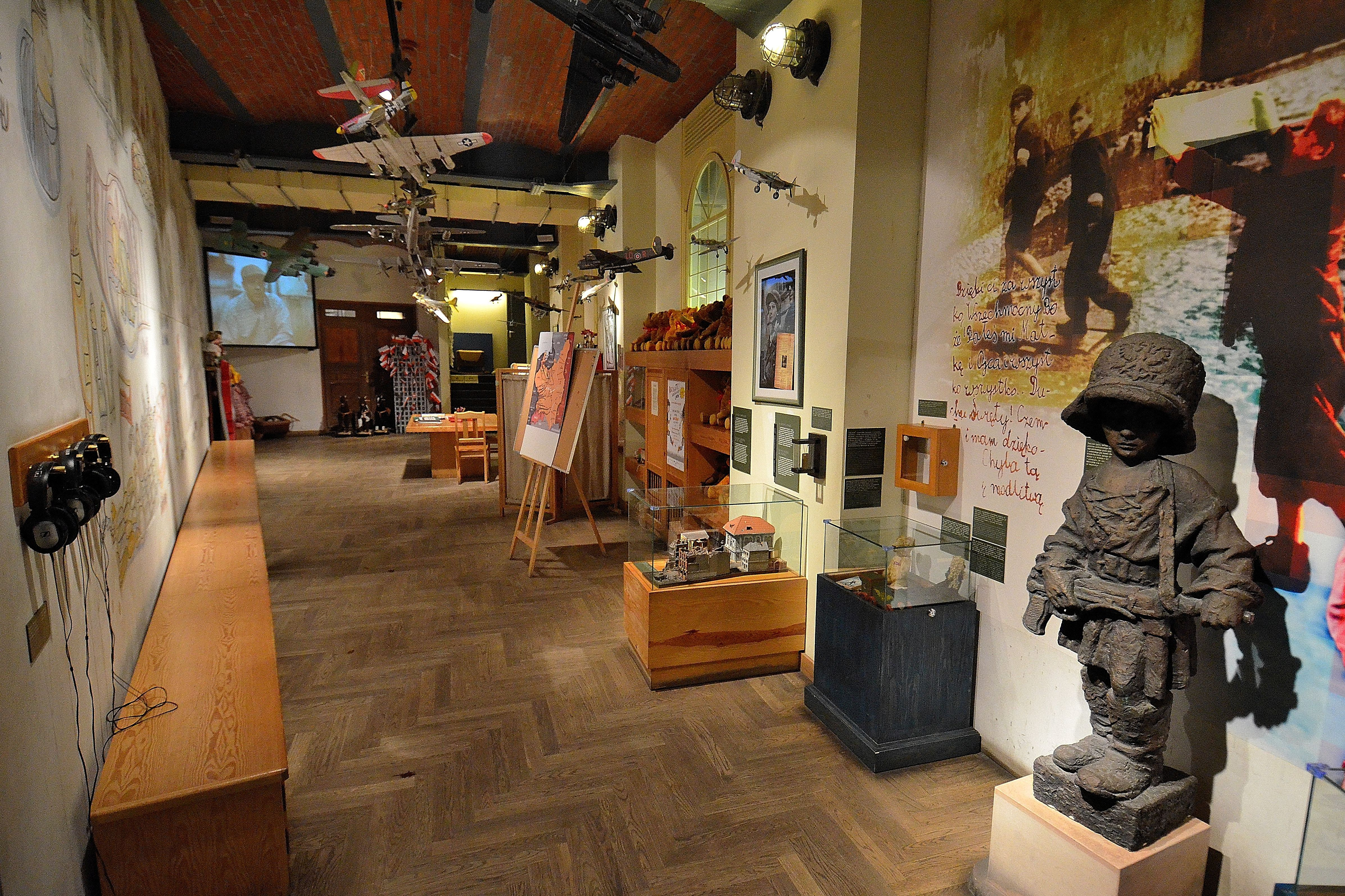
Phòng nổi dậy nhỏ
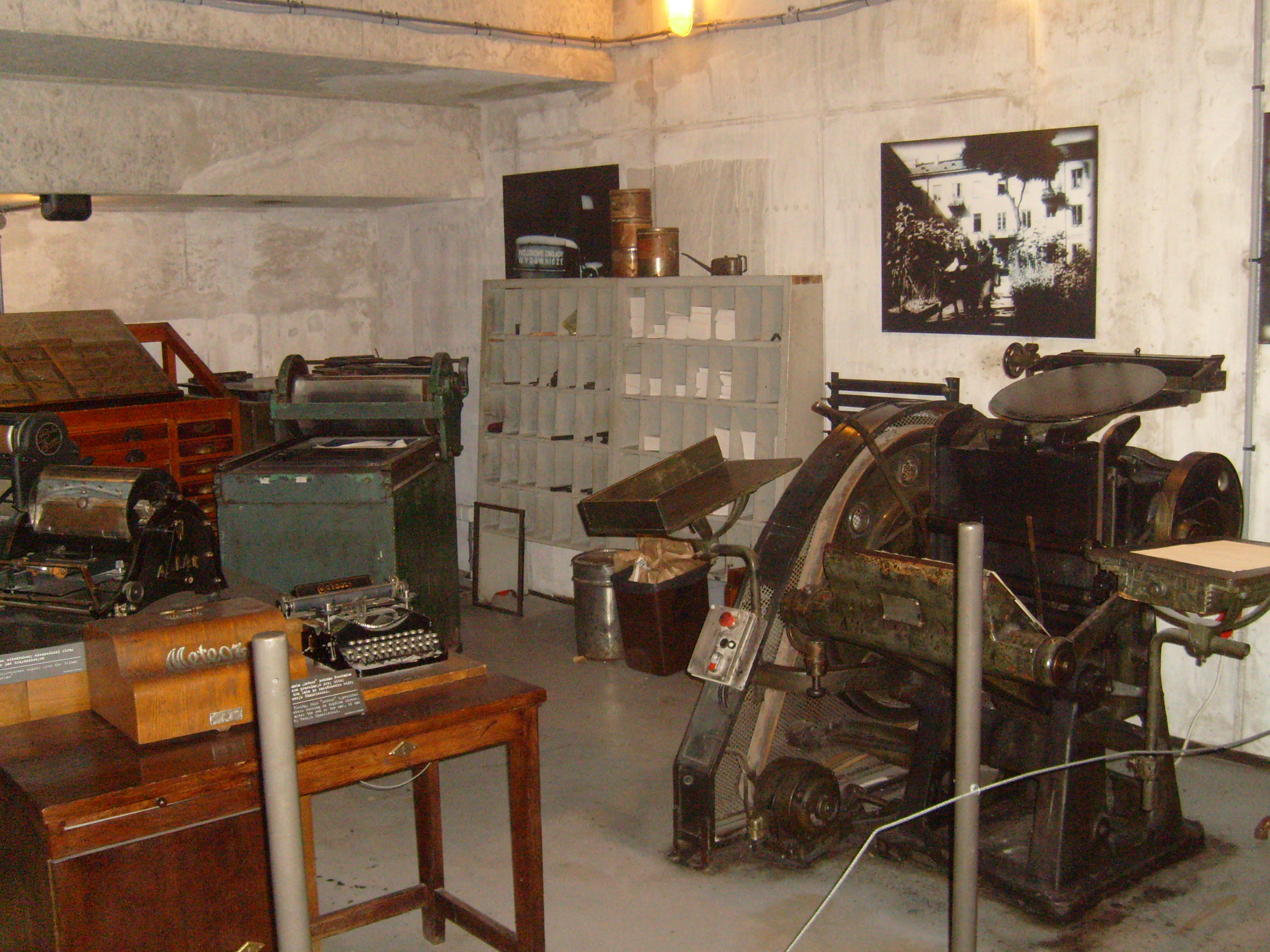
Cửa hàng in
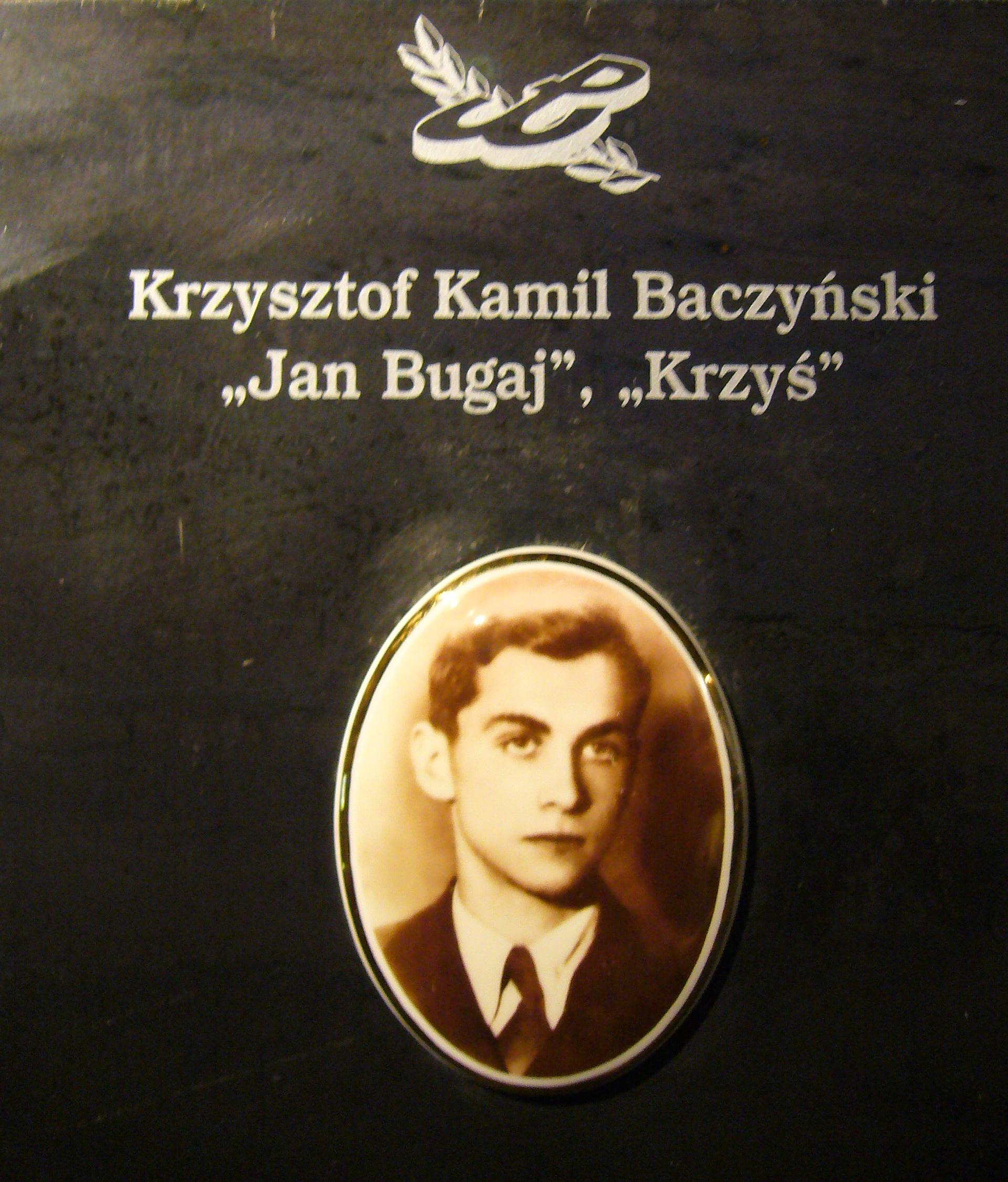
Triển lãm Krzysztof Kamil Baczyński
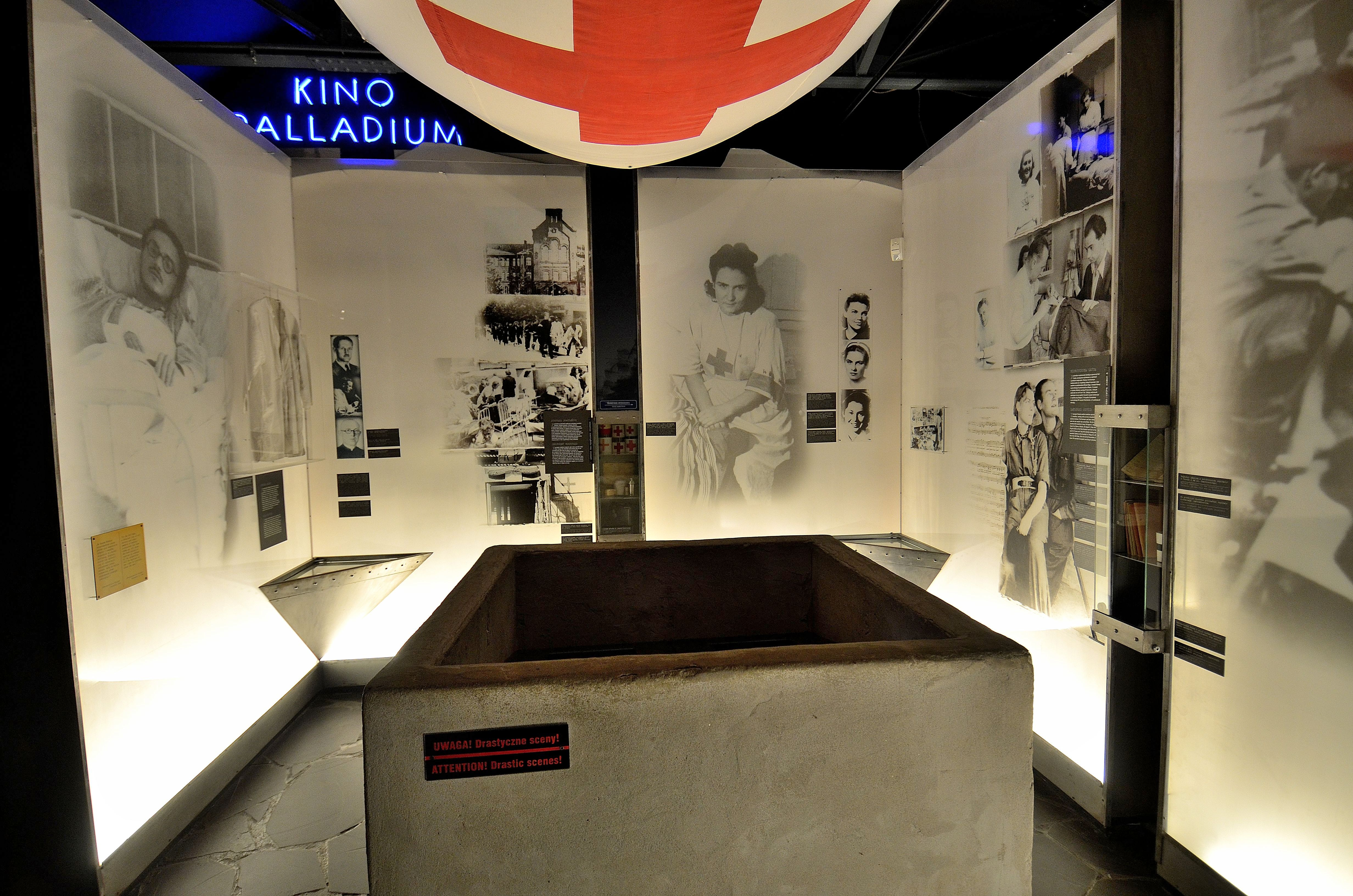
Bệnh viện nổi dậy
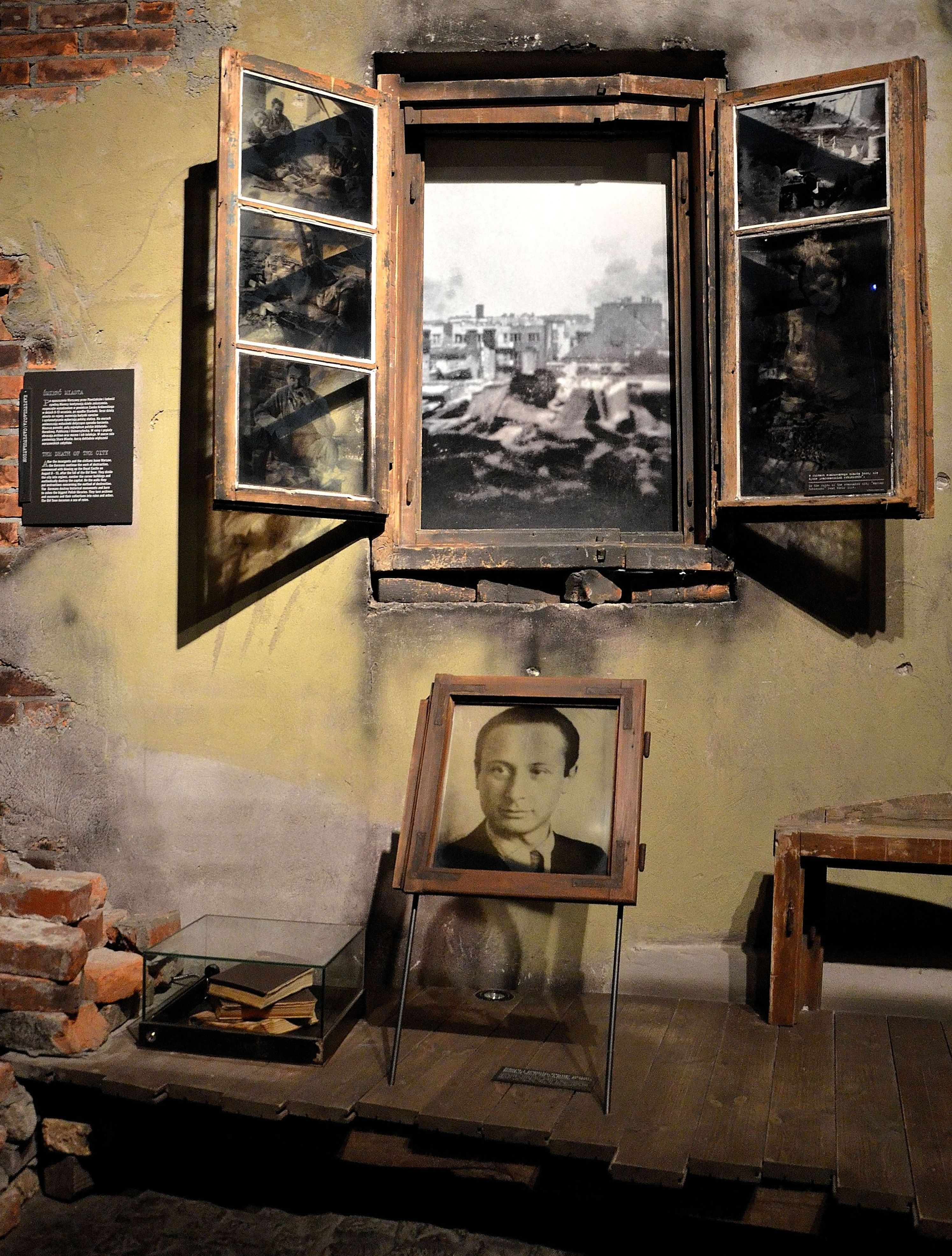
Triển lãm Władysław Szpilman
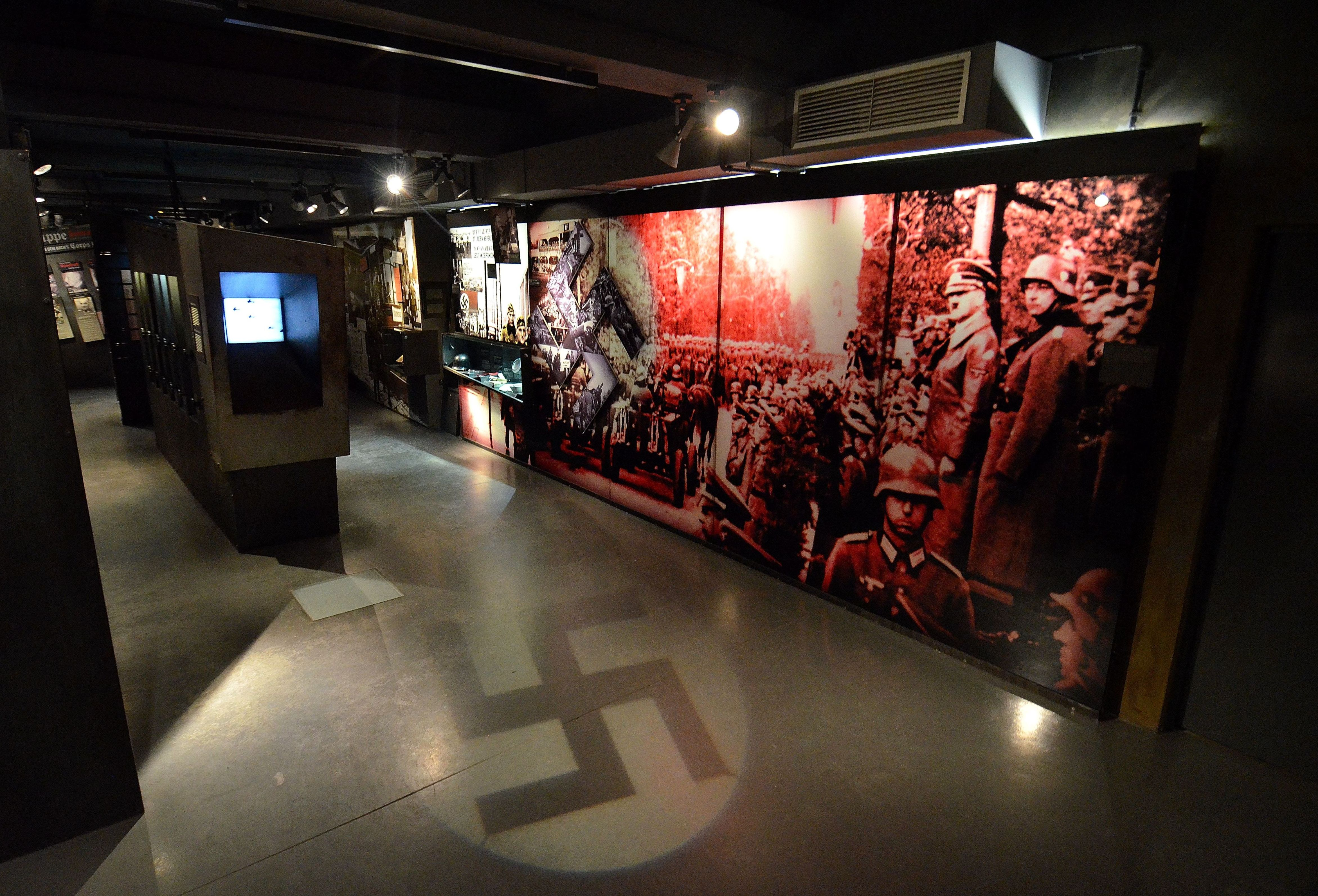
Người Đức ở Warsaw bị chiếm đóng
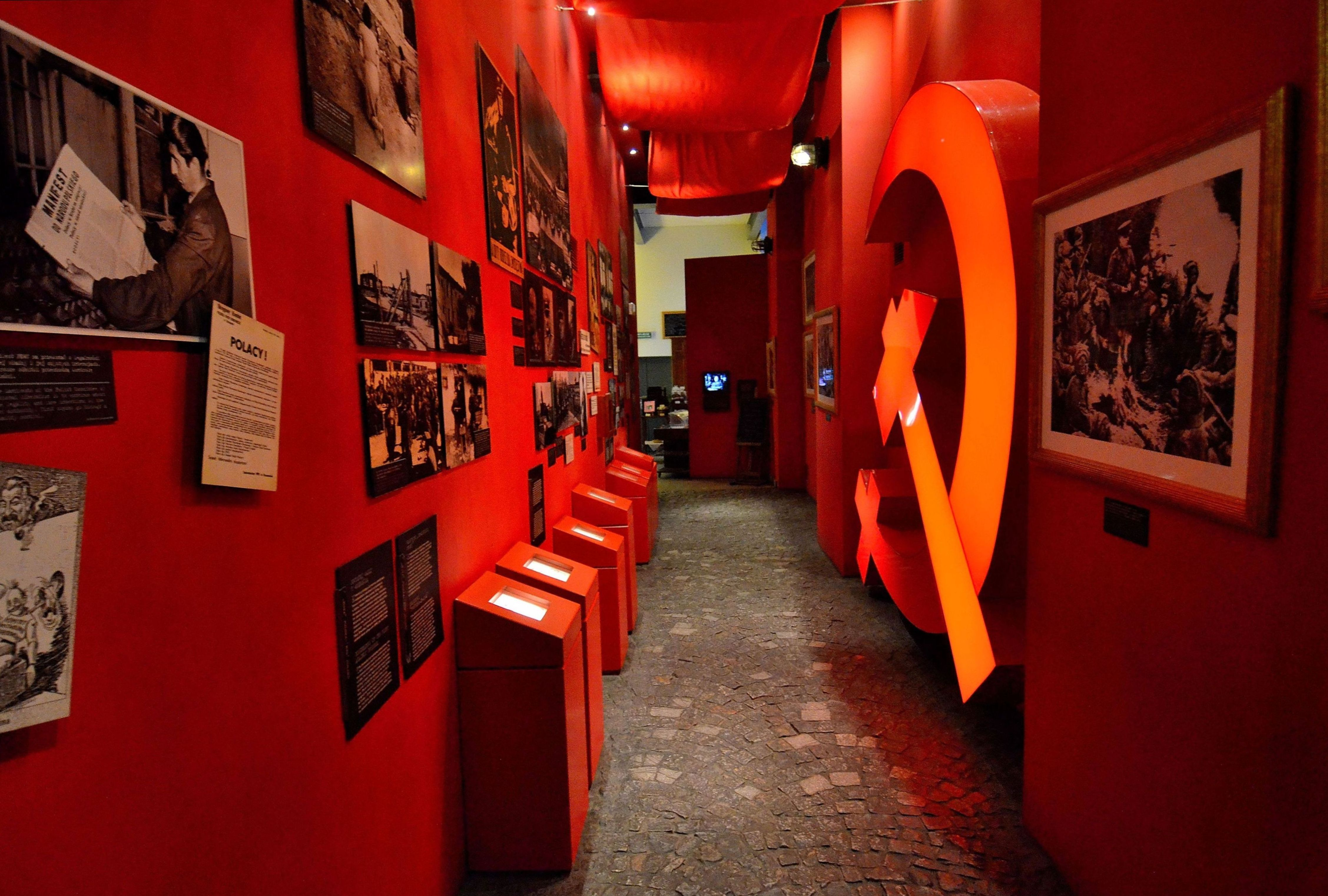
Phần Xô viết
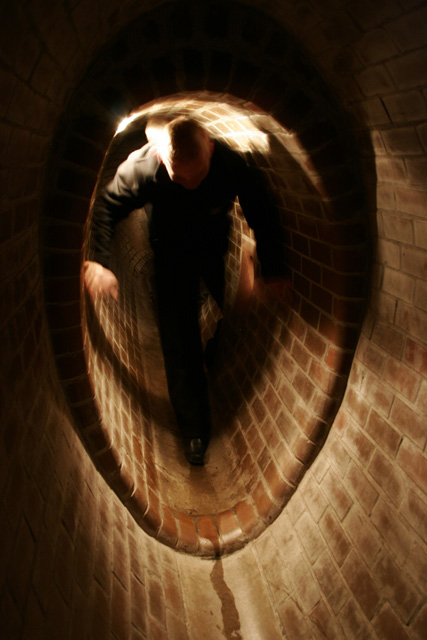
Bản sao cống Warsaw
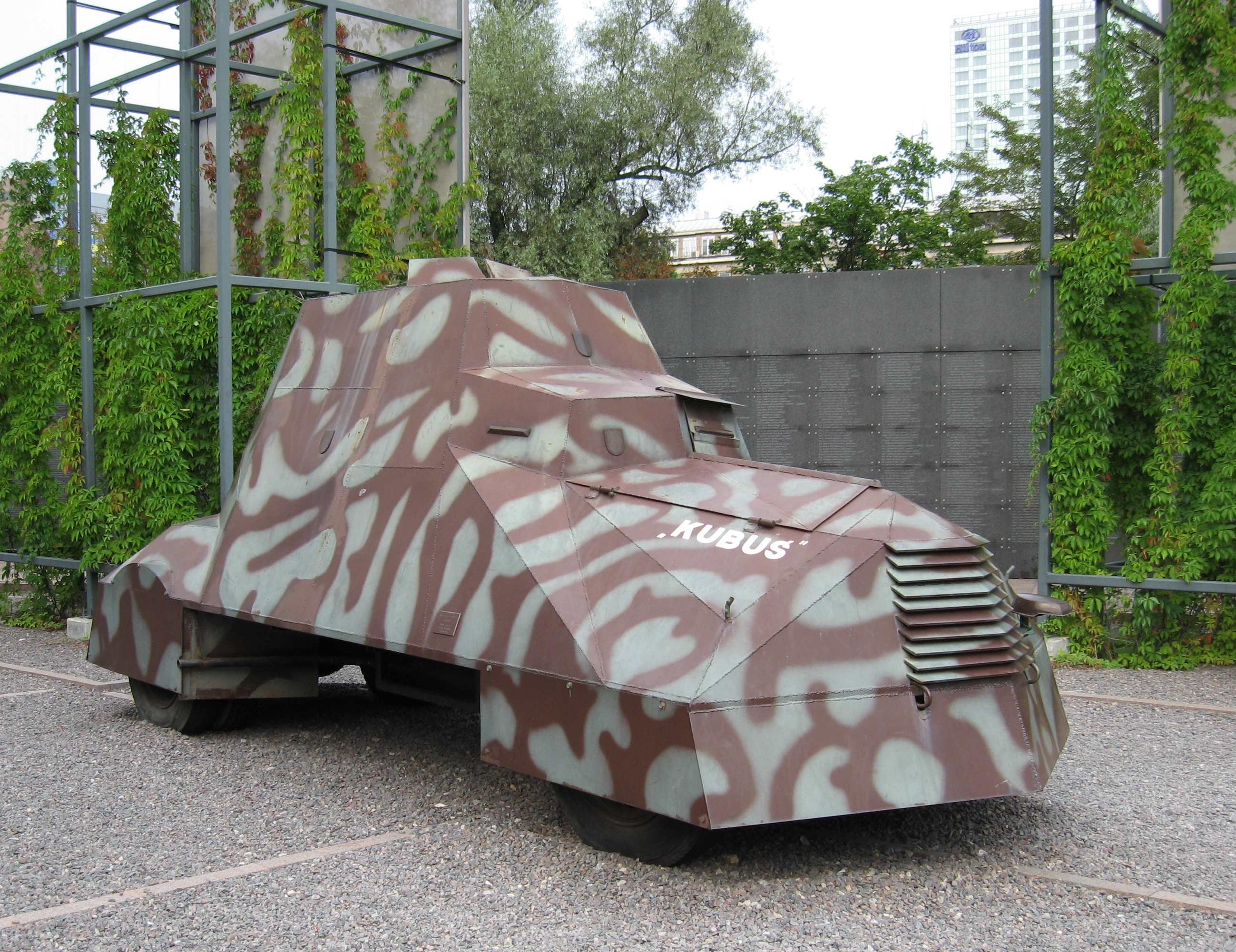
Xe bọc thép Kubuś
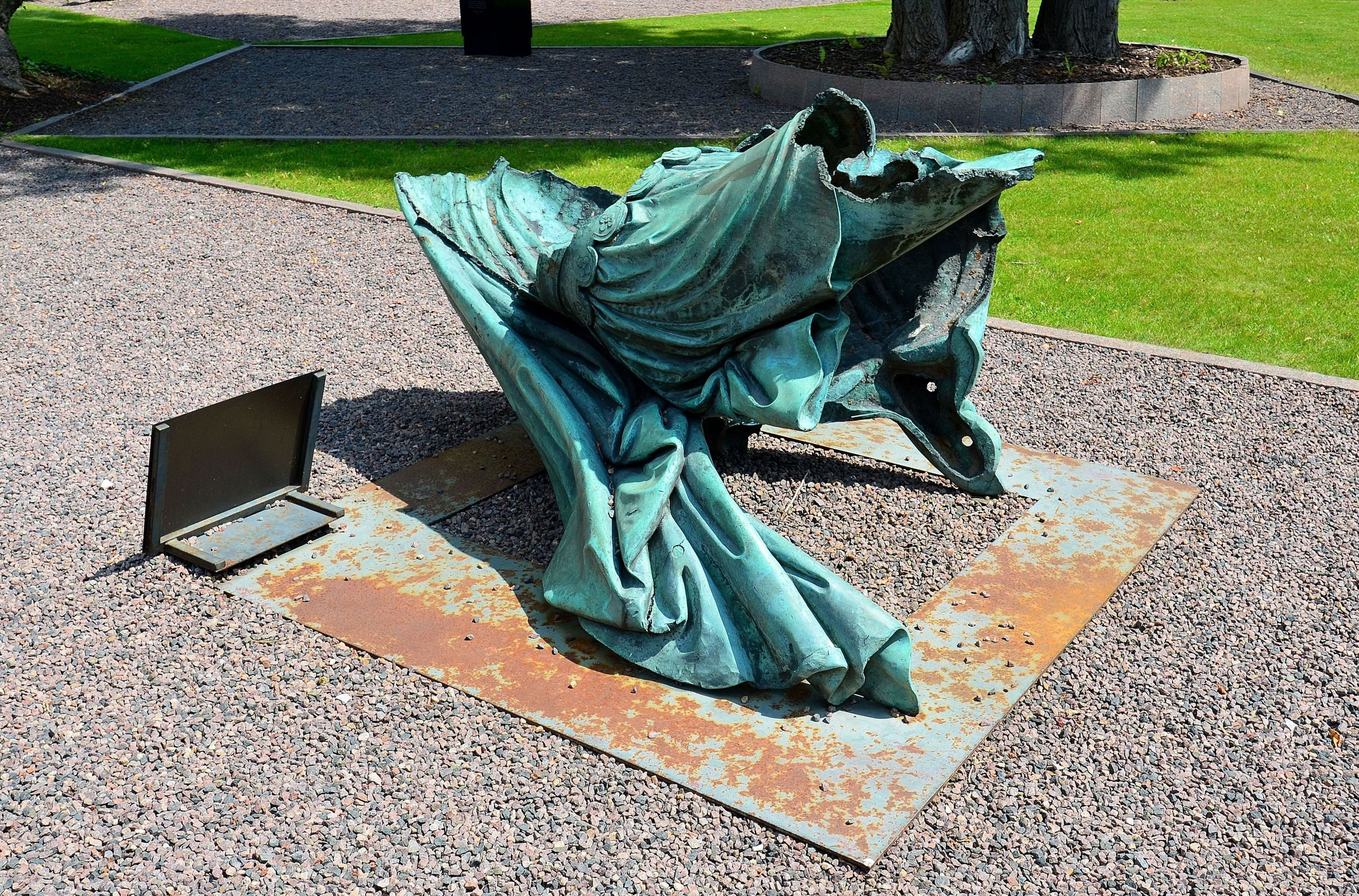
Tàn dư của bức tượng Józef Poniatowski bị nổ tung bởi người Đức